# Mario Granell
Mario Fernández Granell, conocido como Mario Granell, (La Coruña, 1914-Vigo, 1991) fue un pintor y poeta español.

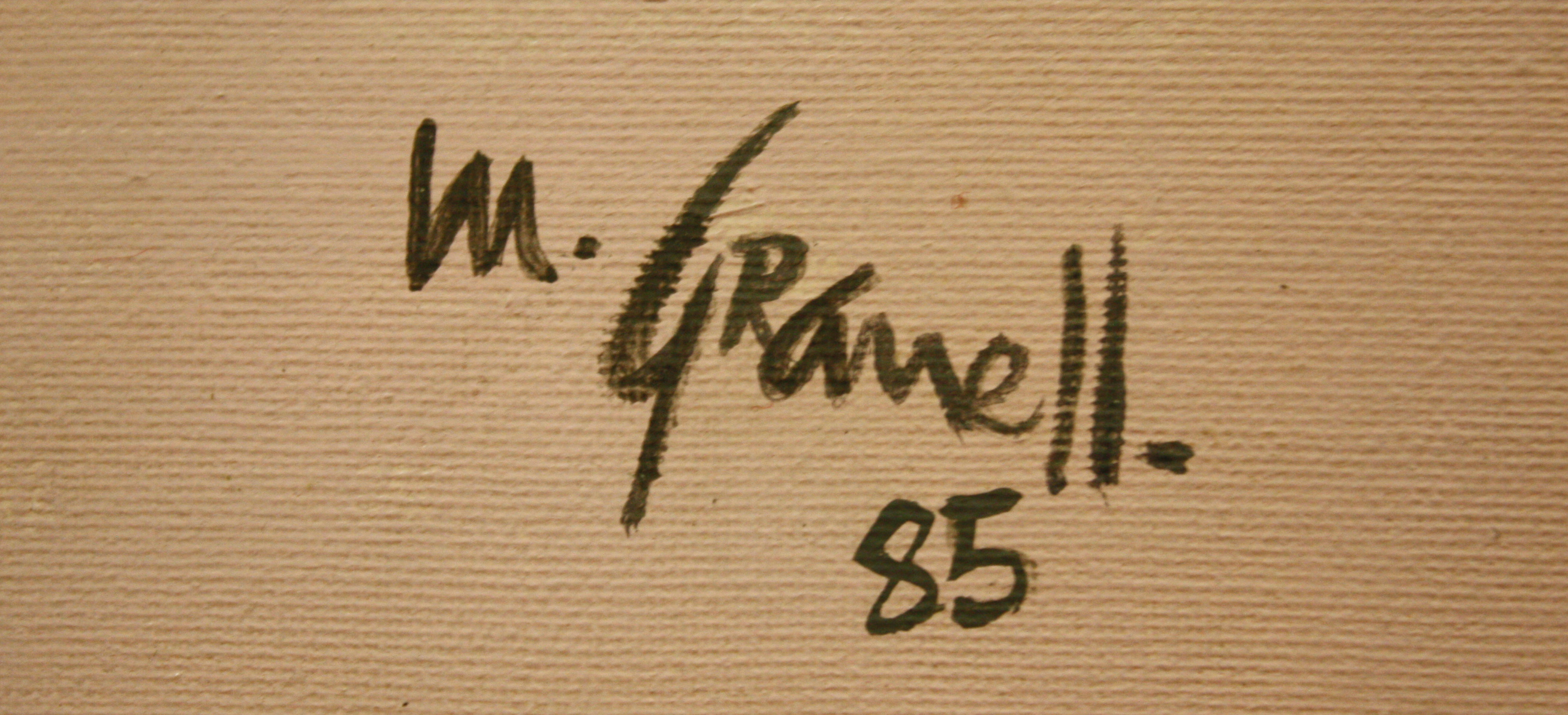
Granell (Mario) Orense, La Fundación

## Biografía y trayectoria
Su infancia transcurrió junto a la de su hermano Eugenio Granell entre La  Coruña y Santiago de Compostela, donde se produjeron sus primeros contactos con la pintura, en el taller de Camilo Díaz Baliño. A los catorce años expuso en Santiago y Pontevedra, con elogios del escritor Francisco Fernández del Riego.  En 1930 viajó a Madrid y allí entró en contacto con figuras de la Generación del 27, llegando a exponer con Rafael Alberti. 
Su biografía está marcada por la Guerra Civil Española. Afiliado al Partido Obrero de Unificación Marxista, fue detenido en La Coruña cuando intentaba huir de España en una pequeña embarcación, fue capturado y condenado a muerte, condena  que fue conmutada por cadena perpetua. Salió de la cárcel de La Coruña en 1942. Trabajó y vivió en una bohemia relativamente dura en Vigo, con Laxeiro y otros artistas, subsistiendo gracias a trabajos esporádicos, especialmente pintura mural, diseños publicitarios, ilustraciones de libros y cuentos infantiles Emar, Marsa e Sorom y Alguita. Además  ilustra Voces de Enrique Martínez  y  Romance de Terras Pardas de Manuel Martínez Remis. Conoció estos géneros desde su comienzo a través del profesor Díaz Baliño. Se destacó también su producción como escenógrafo en el Teatro Cine Fraga de Vigo, y en algunos trabajos en cerámica y esmalte.  A través de Celso Emilio Ferreiro, a quien conoció en Caracas, se interesó en la poesía y fue poeta. Su peculiar creatividad, delicada y dispersa, lo conectó con gran parte de la intelectualidad gallega del siglo XX.
En 1957 emigró a Venezuela, y allí trabajó intensamente, aunque su obra viajó con frecuencia a España, para ser expuesta en Madrid, en toda Galicia, y también en Bogotá y Buenos Aires. A mediados de la década de 1980 regresó a España y se instaló en Vigo, donde trabajó, expuso y vivió los últimos años de su vida. El Ayuntamiento de Vigo acordó bautizar una calle con el nombre del artista coruñés, tan integrado en Vigo en la última etapa de su vida.

## Obra
La pintura de Mario Granell está vinculada al surrealismo, aunque muy pesonalizado. Sobre un dibujo preciso, crea siluetas de figuras idealizadas, que habitan mundos inventados, con masas planas de colores  rojos, negros, azules, verdes. Su período de madurez artística corresponde con su estancia de emigración venezolana (1957/1981).  En total libertad física y espiritual, Granell, arropado por un importante prestigio social, realizó sus mejores obras. Monjas y Claustros o Las Hilanderas son algunos ejemplos característicos de  sus figuras estilizadas, anónimas y sin rostro, integradas en  composiciones intensas, sin elementos superfluos. Publicó libros de grabados, entre ellos Homenaje al pueblo españo e Impresiones amargas: vivencias de una guerra civil, en 1978.  La obra de Mario Granell se encuentra en museos de Galicia y de Latinoamérica, así como en colecciones privadas.